# Paul Delmotte
Pour les articles homonymes, voir Delmotte.
Paul Delmotte, né le 29 avril 1903 à Linselles (Nord) et mort le 20 mars 1965 dans la même ville, est un homme politique français.

## Biographie
Fils d'un tisserand de Linselles, il entame une carrière de comptable puis de représentant de commerce. En 1940, il participe à la seconde Guerre mondiale ; lors de la bataille de Dunkerque, il parvient à s'embarquer pour le Royaume-Uni. Il poursuit la guerre au sein des Forces françaises libres.
À la Libération de la France, il milite au sein du Mouvement républicain populaire et est élu conseiller général lors des élections cantonales de 1945 puis maire de sa commune natale lors des élections municipales de 1947. Il est réélu pour ces deux mandats jusqu'à sa mort en 1965.
Pour les élections législatives de 1951, il figure en quatrième position sur la liste du MRP menée par Maurice Schumann dans le Nord. Grâce à un large accord d'apparentements, cette liste dispose de quatre sièges de députés ce qui permet à Paul Delmotte de siéger à l'Assemblée nationale pour la IIe législature de la Quatrième République. Il figure également en quatrième position sur la liste MRP pour les élections législatives de 1956 mais ne parvient pas à être réélu.
En tant que maire de Linselles, il a participé à la modernisation de la commune. Un complexe sportif de la ville porte son nom.

## Mandats
Député
- 17 juin 1951 - 1er décembre 1955: Député du Nord

Conseiller général
- 1945 - 1965 : membre du conseil général du Nord (élu dans le canton de Tourcoing-Nord)

Maire
- 1947 - 1965 : maire de Linselles